# Kreuzmodale Wahrnehmung
Kreuzmodale Wahrnehmung ist ein Begriff aus der Säuglings- und Kleinkindforschung, der vor allem durch den deutschen Psychologen Martin Dornes geprägt wurde. Er beschreibt den „Prozeß, in dem die verschiedenen Sinneswahrnehmungen miteinander in Beziehung gesetzt werden.“

## Forschungen
Verschiedene Studien zeigten, dass Säuglinge bereits kurz nach der Geburt in der Lage sind, Sinnesempfindungen aus verschiedenen Modulitäten miteinander zu koordinieren und zwischen einzelnen Sinneskanälen umzuschalten. Gibt man beispielsweise zwanzig Tage alten Säuglingen einen Schnuller mit Noppen in den Mund und zeigt ihnen danach je ein Bild eines Schnullers mit und ohne Noppen, so schauen sie das Bild mit dem benoppten Schnuller länger an. Dreißig Tage alte Säuglinge sind irritiert, wenn die Stimme einer Person nicht aus ihrer Richtung kommt, sondern beispielsweise von der Seite. Und zeigt man drei bis vier Monate alten Babys auf zwei Monitoren zwei unterschiedliche Filme und spielt aus der Mitte die Synchronisation ab, so schauen sie länger auf den passenden Film.
Der US-amerikanische Psychoanalytiker Daniel Stern geht davon aus, dass Säuglinge diese präverbalen, psychischen Repräsentanzen (akustisch, optisch etc.) schon sehr früh bilden und als generalisierte Interaktionsrepräsentationen (Representations of Interactions that have been Generalized, RIGs) abgespeichert werden. Sie enthalten segmentierte Erinnerungen aus dem Leben des Säuglings, wie bspw. den Stillvorgang. Entscheidend sind dabei vor allem körperliche und nonverbale Signale der Bezugspersonen.